# Pointe de la Grande Vigie
Pointe de la Grande Vigie är en udde i Guadeloupe (Frankrike). Den ligger i den norra delen av Guadeloupe, 60 km norr om huvudstaden Basse-Terre.
Terrängen inåt land är platt. Havet är nära Pointe de la Grande Vigie åt nordost. Runt Pointe de la Grande Vigie är det ganska tätbefolkat, med 104 invånare per kvadratkilometer. Närmaste större samhälle är Anse-Bertrand, 6,6 km sydväst om Pointe de la Grande Vigie. Omgivningarna runt Pointe de la Grande Vigie är en mosaik av jordbruksmark och naturlig växtlighet.